# Ganagobie
Ganagobie település Franciaországban, Alpes-de-Haute-Provence megyében. Lakosainak száma 90 fő (2022. január 1.). Ganagobie Lurs, Les Mées, Peyruis és Sigonce községekkel határos.

## Népesség
A település népessége az elmúlt években az alábbi módon változott:
| Lakosok száma | 121  | 64   | 75   | 105  | 83   | 85   | 96   | 92   | 92   | 90   |
|               | 1968 | 1982 | 1990 | 2006 | 2013 | 2015 | 2017 | 2019 | 2020 | 2022 |